# (14114) Randyray
(14114) Randyray (1998 QE35) – planetoida z pasa głównego asteroid okrążająca Słońce w ciągu 3,7 lat w średniej odległości 2,39 j.a. Odkryta 17 sierpnia 1998 roku.